# Saint-Bardoux
Saint-Bardoux ist eine französische Gemeinde mit 599 Einwohnern (Stand: 1. Januar 2022) im Département Drôme in der Region Auvergne-Rhône-Alpes; sie gehört zum Arrondissement Valence und zum Kanton Romans-sur-Isère.

## Geographie

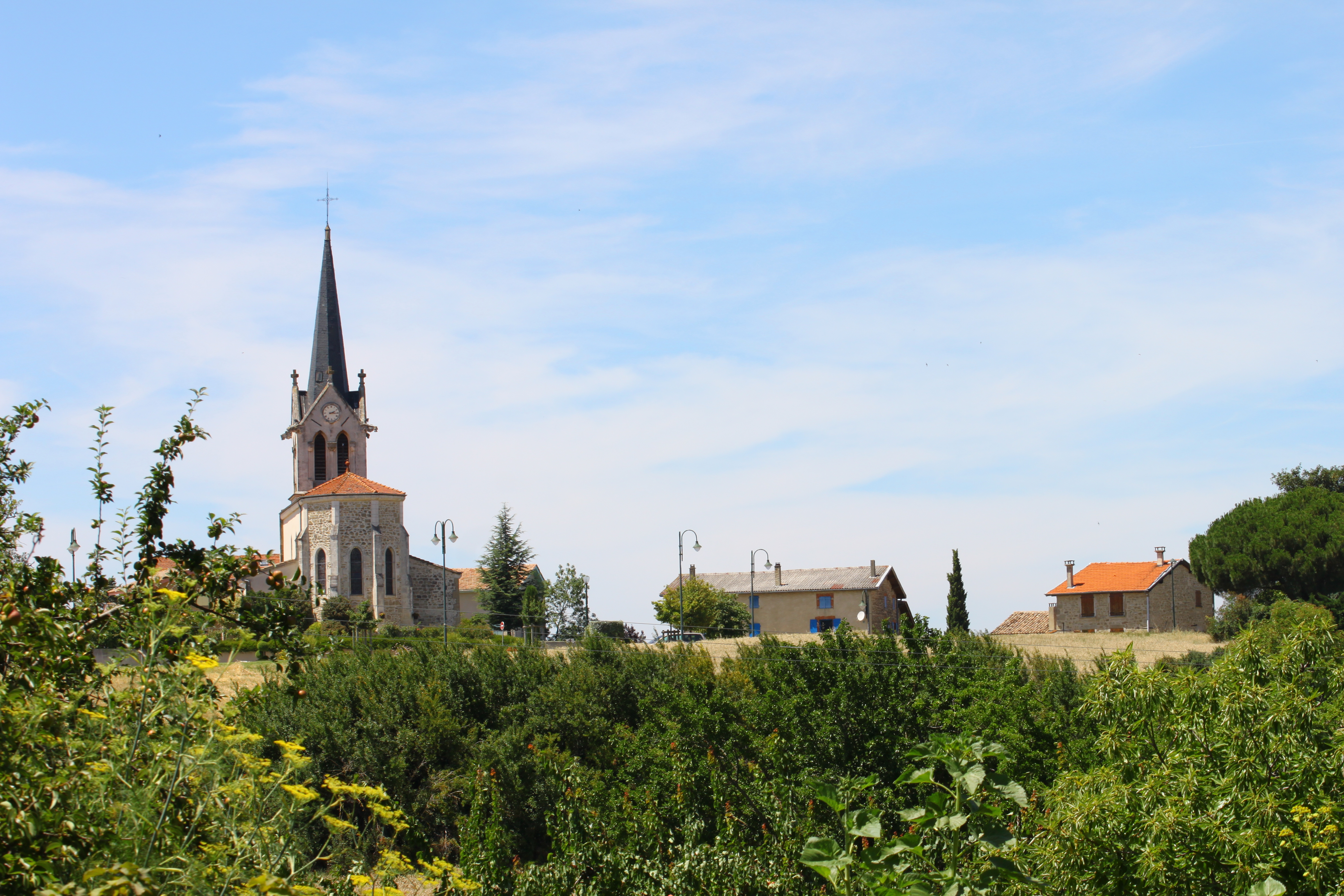
Blick auf Saint-Bardoux

Saint-Bardoux liegt etwa zehn Kilometer nordwestlich von Romans-sur-Isère. Das Gemeindegebiet wird von Fluss Chalon durchquert. Umgeben wird Saint-Bardoux von den Nachbargemeinden Saint-Donat-sur-l’Herbasse im Norden, Peyrins im Osten und Nordosten, Romans-sur-Isère im Südosten, Granges-les-Beaumont im Süden sowie Clérieux im Westen.

## Geschichte
1886 wurde Saint-Bardoux aus der Gemeinde Clérieux herausgelöst.

## Bevölkerung
| Jahr                       | 1911 | 1962 | 1968 | 1975 | 1982 | 1990 | 1999 | 2006 | 2012 |
| -------------------------- | ---- | ---- | ---- | ---- | ---- | ---- | ---- | ---- | ---- |
| Einwohner                  | 467  | 327  | 318  | 340  | 403  | 532  | 541  | 612  | 569  |
| Quellen: Cassini und INSEE |      |      |      |      |      |      |      |      |      |

## Sehenswürdigkeiten
- Kapelle Saint-Baudile aus dem 12. Jahrhundert